# Reisalpe
Il Reisalpe (1.399 m s.l.m.) è la montagna più alta delle Prealpi Orientali della Bassa Austria nelle Alpi della Bassa Austria. Si trova in Bassa Austria.